# Joël Lautier
Joël Lautier (Scarborough 4 april 1973) is een Franse schaker met FIDE-rating 2658 in 2017. Hij is sinds 1990 grootmeester (GM), maar schaakt sinds 2008 niet meer op het hoogste niveau mee. Hij spreekt goed Russisch.
- In 1988 werd hij Wereldkampioen bij de junioren.
- Vanaf 1990 heeft hij een aantal grote toernooien gewonnen, waaronder het VSB-toernooi van 1995.
- Lautier speelde tussen 1990 en 2006 zeven keer voor Frankrijk in de schaakolympiade, in 2000 en 2002 deed hij niet mee. Behalve de laatste keer in 2006 speelde hij aan het eerste bord.
- Hij deed vijf keer mee aan het Europees schaakkampioenschap voor landenteams en werd daar met Frankrijk in 2001 tweede in León.
- Hij was in 2004 en 2005 kampioen van Frankrijk.
- Hij hielp de Association of Chess Professionals oprichten en was daar in 2004 en 2005 de voorzitter van.
- Hij is een van de weinige spelers met een positieve score klassiek tegen Garri Kasparov.[2]

Lautier is getrouwd geweest met Almira Skripchenko, een schaakster uit Moldavië. Hij woont en werkt tegenwoordig in Moskou.

## Externe koppelingen
- (en)   Informatie over schaakpartijen van Joël Lautier op ChessGames.com
- (en)   Informatie over schaakpartijen van Joël Lautier op 365chess.com
- (en)  FIDE-ratinggegevens voor Joël Lautier